# Tecnogaianismo
El tecnogaianismo (palabra portmanteau que combina "tecno-" para tecnología y "gaian" por la filosofía Gaia) es una postura ecologista verde de apoyo activo a la investigación, desarrollo y uso de tecnologías emergentes y futuras para ayudar a restaurar el medio ambiente de la Tierra. Los tecnólogos sostienen que el desarrollo de tecnologías alternativas seguras y limpias debería ser un objetivo importante de los ecologistas.

## Filosofía
Este punto de vista es diferente de la posición por defecto de los ambientalistas radicales y de la opinión común de que toda tecnología degrada necesariamente el medio ambiente y que, por lo tanto, la restauración del medio ambiente solo puede tener lugar con una menor dependencia de la tecnología. Los tecnólogos sostienen que la tecnología se vuelve más limpia y eficiente con el tiempo. También señalan cosas como las pilas de combustible de hidrógeno para demostrar que el desarrollo no tiene por qué ir en detrimento del medio ambiente. Directamente argumentan que cosas como la nanotecnología y la biotecnología pueden revertir directamente la degradación ambiental. La nanotecnología molecular, por ejemplo, podría convertir la basura de los vertederos en materiales y productos útiles, mientras que la biotecnología podría dar lugar a nuevos microbios que devoran los residuos peligrosos.
Mientras que muchos ambientalistas todavía sostienen que la mayor parte de la tecnología es perjudicial para el medio ambiente, los tecnogaianos señalan que ha sido en el mejor interés de la humanidad "explotar el medio ambiente sin piedad" hasta hace poco. Este tipo de comportamiento se ajusta con precisión a las interpretaciones actuales de los sistemas evolutivos, en el sentido de que cuando se introducen nuevos factores (como especies foráneas o subespecies mutantes) en un ecosistema, tienden a maximizar el consumo de sus propios recursos hasta que alcanzan un equilibrio más allá del cual no pueden continuar con un crecimiento sin mitigar, o se extinguen. En estos modelos, es completamente imposible que un factor de este tipo destruya totalmente su entorno huésped, aunque pueden precipitar una transformación ecológica importante antes de su erradicación definitiva. Los tecnogaianos creen que la humanidad ha alcanzado ese umbral y que la única manera de que la civilización humana siga avanzando es aceptando los principios del tecnogaianismo y limitando el agotamiento de los recursos naturales en el futuro y minimizando el desarrollo insostenible o enfrentándose a la extinción generalizada y masiva de especies. Los efectos destructivos de la civilización moderna pueden ser mitigados por soluciones tecnológicas, como el uso de la energía nuclear. Además, los tecnólogos sostienen que solo la ciencia y la tecnología pueden ayudar a la humanidad a ser consciente de los riesgos para la civilización, los seres humanos y el planeta Tierra, y posiblemente a desarrollar medidas para contrarrestarlos, como un posible evento de impacto.

## Métodos

### Control medioambiental
La tecnología facilita el muestreo, las pruebas y la vigilancia de diversos entornos y ecosistemas. La NASA utiliza observaciones espaciales para realizar investigaciones sobre la actividad solar, el aumento del nivel del mar, la temperatura de la atmósfera y los océanos, el estado de la capa de ozono, la contaminación atmosférica y los cambios en el hielo marino y terrestre.

### Geoingeniería
La ingeniería climática es un método tecnogaiano que utiliza dos categorías de tecnologías: la eliminación de dióxido de carbono y la gestión de la radiación solar. La eliminación del dióxido de carbono aborda una de las causas del cambio climático al eliminar uno de los gases de efecto invernadero de la atmósfera. La gestión de la radiación solar intenta compensar los efectos de los gases de efecto invernadero haciendo que la Tierra absorba menos radiación solar.
La ingeniería sísmica es un método tecnológico que tiene por objeto proteger de los terremotos a la sociedad y al medio ambiente natural y artificial, limitando el riesgo sísmico a niveles aceptables. Otro ejemplo de una práctica tecnogaiana es un sistema ecológico cerrado artificial utilizado para probar si y cómo las personas pueden vivir y trabajar en una biosfera cerrada, mientras llevan a cabo experimentos científicos. En algunos casos se utiliza para explorar el posible uso de biosferas cerradas en la colonización espacial, y también permite el estudio y manipulación de una biosfera sin dañar la de la Tierra. La propuesta tecnológica más avanzada es la "terraformación" de un planeta, luna u otro cuerpo modificando deliberadamente su atmósfera, temperatura o ecología para que sea similar a la de la Tierra, a fin de hacerla habitable para los seres humanos.

### Ingeniería genética
S. Matthew Liao, profesor de filosofía y bioética de la Universidad de Nueva York, afirma que el impacto humano en el medio ambiente podría reducirse mediante la ingeniería genética para que los seres humanos tengan una estatura más pequeña, una intolerancia a comer carne y una mayor capacidad de ver en la oscuridad, utilizando así menos luz. Liao sostiene que la ingeniería humana es menos riesgosa que la geoingeniería.
Los alimentos modificados genéticamente han reducido la cantidad de herbicidas e insecticidas necesarios para su cultivo. El desarrollo de plantas resistentes al glifosato (Roundup Ready) ha cambiado el perfil de uso de herbicidas en lugar de los herbicidas más persistentes en el medio ambiente con mayor toxicidad, como la atrazina, el metribuzin y el alacloro, y ha reducido el volumen y el peligro de la escorrentía de herbicidas.
Un beneficio medioambiental de Bt-algodón y maize está reducido uso de insecticidas químicos. Un PG estudio de Economía concluyó que global pesticide el uso estuvo reducido por 286,000 toneladas en 2006, decrecimiento el impacto medioambiental de herbicidas y pesticides por 15%. Una encuesta de granjas indias pequeñas entre 2002 y 2008 concluyó que Bt adopción de algodón había dirigido a cosechas más altas y más bajos pesticide uso. Otro estudio concluyó uso insecticida encima algodón y maíz durante los años 1996 a 2005 cayó por 35,600,000 kilogramos (78,500,000 lb) de ingrediente activo, el cual es aproximadamente igual a la cantidad anual aplicada en la UE. Un Bt estudio de algodón en seis provincias chinas del norte de 1990 a 2010 concluyó que él halved el uso de pesticides y plegó el nivel de mariquitas, lacewings y arañas y beneficios medioambientales extendidos a cultivos vecinos de maize, cacahuetes y sojas.

## Galería
|                                                                                                  |
| La Biosfera 2 se encuentra en un campus de ciencias de 16 hectáreas que está abierto al público. |

|                                                                        |
| Vista panorámica de las cúpulas del bioma geodésico del Proyecto Edén. |

| |
| Una concepción artística de una base humana en Marte, con un corte que revela un área interior de horticultura. |

| |
| Las toxinas Bt presentes en las hojas del maní (imagen inferior) lo protegen de daños extensos causados por larvas del barrenador del tallo del maíz (imagen superior). |

| |
| El horno solar de Odeillo en los Pirineos Orientales franceses puede alcanzar temperaturas de hasta 3.500 °C . |

| |
| La planta solar PS10 concentra la luz solar de un campo de helióstatos en una torre solar central. |

| |
| Nellis Solar Power Plant, fue la segunda planta fotovoltaica más grande de Norteamérica cuando fue construida. |

|                                                    |
| Parque eólico en el mar (offshore), en Copenhague. |

| |
| Deep Space Climate Observatory, diseñado para dar una alerta temprana de tormentas solares que se aproximan. |